# فهرست سفیران ارمنستان
در زیر فهرست سفیران ارمنستان و مشخصات جانبی بر پایه حروف الفبای فارسی آورده شده است:

## فهرست سفیران بر پایه کشور و زمان سفارت
| ردیف         | تصویر          | نام سفیر               |                     | کشور مأموریت                                                  | شروع مأموریت | پایان مأموریت | توضیحات | منبع |  |
| ------------ | -------------- | ---------------------- | ------------------- | ------------------------------------------------------------- | ------------ | ------------- | --- | ---- |  |
|              |                | هوهانس ویرابیان        | آرژانتین            | بوئنوس آیرس، آرژانتین                                         |              |               | استرا مکرتومیان (۲۰۱۷–۲۰۲۱) آلکسان هاروتیونیان (۲۰۱۴–۲۰۱۶) واهاگن ملیکیان (۲۰۱۲–۲۰۱۴) ولادیمیر کارمیرشالیان (۲۰۰۶–۲۰۱۲) آرا آیوازیان (۱۹۹۹–۲۰۰۶) واهان تر-قوندیان (۱۹۹۵–۱۹۹۸)               |      |  |
|              |                | فادیی چارچوقلیان       | آلبانی              | آتن، یونان                                                    |              |               | گاگیک قالاچیان ((۲۰۱۰–۲۰۱۶) واهرام کاژویان (۲۰۰۳–۲۰۰۹) آرمن پتروسیان (۲۰۰۰–۲۰۰۱) آرمن کیراکوسیان (۱۹۹۶–۲۰۰۱)                                                                                |      |  |
|              |                | ویکتور ینگیباریان      | آلمان               | برلین، آلمان                                                  | [ ۲ ]        |               | آشوت سمباتیان (۲۰۱۵–۲۰۲۱) واهان هوهانیسیان (۲۰۱۳–۲۰۱۴) آرمن مارتیروسیان (۲۰۰۹–۲۰۱۴) کارینه کازینیان (۲۰۰۱–۲۰۰۹) آشوت ووسکانیان (۱۹۹۷–۲۰۰۱) فلیکس مامیکونیان (۱۹۹۲–۱۹۹۷)                     |      |  |
|              |                | آرمان خاچاطریان        | آندورا              | پاریس، فرانسه                                                 |              |               | ویگن چیتچیان (۲۰۱۱–۲۰۱۸) ادوارد نالباندیان ((۲۰۰۴–۲۰۰۸) هاسمیک تولماجیان () |      |  |
|              |                | آرمن پاپیکیان          | اتریش               | وین، اتریش                                                    | ۲۰۱۸         |               | آرمن کیراکوسیان (۲۰۱۱–۲۰۱۸) آشوت آلکسانیان؟ آشوت هواکیمیان (۲۰۰۵–۲۰۱۱) ساموئل مکرتچیان (۱۹۹۷–۱۹۹۸) آشوت ووسکانیان (۱۹۹۵–۱۹۹۷) آرمان ناواساردیان (۱۹۹۳–۱۹۹۵) آرا هاکوبیان (۱۹۹۳–۱۹۹۵)        |      |  |
|              |                | کارن ال. گریگوریان     | اتیوپی              | قاهره، مصر                                                    |              |               | آرمن ملکونیان (۲۰۱۰–۲۰۱۸) روبن کاراپتیان (۲۰۰۵–۲۰۱۰) سرگئی ماناساریان (۲۰۰۱–۲۰۰۵) |      |  |
|              |                | تیگران گئورگیان        | اردن                | دمشق، سوریه                                                   | ۲۰۱۸         |               | آرشاک پولادیان (۲۰۱۱–۲۰۱۸)؟ (۲۰۰۷–۲۰۱۸) لوون سارگسیان (۱۹۹۸–۲۰۰۴) داویت هوهانیسیان (۱۹۹۲–۱۹۹۸)                                                                                              |      |  |
|              |                | ماریام گئورگیان        | اروگوئه             | بوئنوس آیرس،                                                  |              |               | استرا مکرتومیان (۲۰۱۷–۲۰۲۱) |      |  |
|              |                | آرام گریگوریان         | ازبکستان            |                                                               | ۲۰۱۹         |               | |      |  |
|              |                | ولادیمیر کارمیرشالیان  | اسپانیا             | مادرید، اسپانیا                                               | ۲۰۱۹         |               | آوت آدونتس (۲۰۱۴–۲۰۱۹) روبن کاراپتیان (۲۰۰۹–۲۰۱۳) روبن شوگاریان (۲۰۰۵–۲۰۰۸) ادوارد خوجایان (۱۹۹۹–۲۰۰۴)                                                                                      |      |  |
|              |                | آرگ هوهانیسیان         | استرالیا            | توکیو، ژاپن                                                   | ۲۰۲۲         |               | |      |  |
|              |                |                        | استونی              | ویلنیوس، لیتوانی                                              |              |               | تیگران مکرتچیان (۲۰۱۶–۲۰۲۱) آرا آیوازیان (۲۰۱۲–۲۰۱۶) آشوت گالویان (۲۰۰۶–۲۰۱۲) آشوت هواکیمیان (۲۰۰۰–۲۰۰۶)                                                                                    |      |  |
|              |                | آرمن سمباتیان          | اسرائیل             | تل آویو، اسرائیل                                              | ۲۰۱۸         |               | آرمن ملکونیان (۲۰۱۲–۲۰۱۸) ادوارد نالباندیان (۲۰۰۰–۲۰۰۸) |      |  |
|              |                | آرمن پاپیکیان          | اسلواکی             | وین، اتریش                                                    | ۲۰۱۹         |               | تیگران سیرانیان (۲۰۱۲–۲۰۱۸) آشوت هواکیمیان (۲۰۰۶–۲۰۱۱) جیوان تابابیان (۲۰۰۱–۲۰۰۶) ساموئل مکرتچیان (۱۹۹۷–۱۹۹۸) آشوت ووسکانیان ()                                                             |      |  |
|              |                | آشوت هواکیمیان         | اسلوونی             | پراگ، جمهوری چک                                               | ۲۰۱۹         |               | سارگیس قازاریان (۲۰۱۵–۲۰۱۶) روبن کاراپتیان (۲۰۱۰–۲۰۱۳) آرمن پتروسیان (۲۰۰۰–۲۰۰۱) آرمن کیراکوسیان (۱۹۹۵–۱۹۹۹)                                                                                |      |  |
|              |                |                        | افغانستان           | عشق‌آباد، ترکمنستان                                            |              |               | گارنیک بادالیان (۲۰۱۹)واسیلی قازاریان (۲۰۰۹–۲۰۱۳) |      |  |
|              |                | کارن ال. گریگوریان     | الجزایر             | قاهره، مصر                                                    |              |               | آرمن ملکونیان (۲۰۱۵–۲۰۱۸) لوون سارگسیان (۲۰۰۵–۲۰۱۰) سرگوی ماناساریان (۱۹۹۹–۲۰۰۵) |      |  |
|              |                | آرملا شاکاریان         | السالوادور          | مکزیکو سیتی، مکزیک                                            | ۲۰۲۱         |               | |      |  |
|              |                | مهر مکرتومیان          | امارات متحده عربی   | ابوظبی،                                                       | ۲۰۱۸         |               | گغام غاریبجانیان (۲۰۱۲–۲۰۱۸) واهاگن ملیکیان (۲۰۰۷–۲۰۱۲) آرشاک پولادیان (۲۰۰۰–۲۰۰۷) |      |  |
|              |                | سروب بجانیان           | اندونزی             | جاکارتا، اندونزی                                              |              |               | ژیونیک آقاجانیان-(۲۰۱۸)آنا آقاجانیان (۲۰۱۳–۲۰۱۸) آرا هاکوبیان (۲۰۱۱–۲۰۱۳) آشوت کوچاریان (۲۰۰۵–۲۰۱۱) آرمن بایبوردیان (۲۰۰۱–۲۰۰۵)                                                             |      |  |
|              |                | ولادیمیر کاراپتیان     | اوکراین             | کی‌یف،                                                         | ۲۰۲۱         |               | تیگران سیرانیان (-۲۰۲۱)آندرانیک مانوکیان (۲۰۱۰-?) |      |  |
|              |                |                        | ایالات متحده آمریکا | واشینگتن، دی.سی.،                                             |              |               | واروژان نرسسیان گریگور هوهانیسیان (۲۰۱۶–۲۰۱۸) تیگران سارگسیان (۲۰۱۴–۲۰۱۶) تاتول مارکاریان (۱۹۹۹–۲۰۰۵) آرمن کیراکوسیان (۲۰۰۵–۲۰۱۴) روبن شوگاریان (۱۹۹۳–۱۹۹۹) آلکساندر آرزومانیان (۱۹۹۲–۱۹۹۳) |      |  |
|              |                | تسووینار هامبارتسومیان | ایتالیا             | رم، ایتالیا                                                   | ۲۰۲۰         |               | ویکتوریا باغداساریان (۲۰۱۶–۲۰۲۰) سارگیس قازاریان (۲۰۱۳–۲۰۱۶) روبن کاراپتیان (۲۰۰۹–۲۰۱۳) روبن شوگاریان (۲۰۰۵–۲۰۰۸) گاگیک باغداساریان (۱۹۹۹–۲۰۰۵)                                             |      |  |
|              |                | آلکساندر آرزومانیان    | ایسلند              | استکهلم، سوئد                                                 |              |               | |      |  |
|              |                |                        | باهاما              | واشینگتن، دی.سی.، ایالات متحده آمریکا                         |              |               | واروژان نرسسیان () گریگور هوهانیسیان () |      |  |
|              |                | مهر مکرتومیان          | بحرین               | ابوظبی، امارات متحده عربی                                     |              |               | واهاگن ملیکیان (۲۰۰۷–۲۰۱۲) آرشاک پولادیان (۲۰۰۳–۲۰۰۷) |      |  |
|              |                | آرمن یگانیان           | برزیل               | برازیلیا، برزیل                                               | ۲۰۲۳         |               | آرمن هاکوبیان (۲۰۲۰-؟) آشوت گالویان (۲۰۱۴–۲۰۲۰) آشوت یغیازاریان (۲۰۱۰–۲۰۱۴) واهان تر-قوندیان (۱۹۹۵–۱۹۹۸)                                                                                    |      |  |
|              |                | واروژان نرسسیان        | بریتانیا            | لندن،                                                         |              |               | آرمن کیراکوسیان (۲۰۱۸–۲۰۱۹) آرمن سارگسیان (۲۰۱۳–۲۰۱۸) کارینه کازینیان (۲۰۱۱–۲۰۱۲) واهه گابریلیان (۲۰۰۳–۲۰۱۰) نونه سارگسیان (۱۹۹۷–۲۰۰۱) آرمن سارگسیان (۱۹۹۸–۲۰۰۰) آرمن سارگسیان (۱۹۹۲–۱۹۹۶)  |      |  |
|              |                | Razmik Khumaryan       | بلاروس              | مینسک، بلاروس                                                 | ۲۰۲۱         |               | آرمن قوندیان (۲۰۱۸–۲۰۲۰) اولگ یسائیان (۲۰۱۷–۲۰۱۸) آرمن خاچاتریان (۲۰۱۰–۲۰۱۷) اولگ یسائیان (۲۰۰۶–۲۰۱۰) سورن هاروتیونیان (۱۹۹۹–۲۰۰۶) اسپارتاک کوستانیان (۱۹۹۳–۱۹۹۶) (۱۹۹۶–۱۹۹۹)               |      |  |
|              |                | آنا آقاجانیان          | بلژیک               | بروکسل، بلژیک                                                 |              |               | تاتول مارکاریان (۲۰۱۴–۲۰۲۰) آوت آدونتس (۲۰۰۹–۲۰۱۴) ویگن چیتچیان (۱۹۹۷–۲۰۰۹) آرمن سارگسیان (۱۹۹۵–۱۹۹۶)                                                                                       |      |  |
|              |                | آرمن یدیگاریان         | بلغارستان           | صوفیه، بلغارستان                                              | ۲۰۲۰         |               | آرمن سارگسیان (۲۰۱۶-؟) آرسن شویان (۲۰۱۱–۲۰۱۶) سرگئی ماناساریان (۲۰۰۵–۲۰۱۰) سودا سوان (۱۹۹۹–۲۰۰۵)/(۱۹۹۴–۱۹۹۹)                                                                                |      |  |
|              |                | آرملا شاکاریان         | بلیز                | مکزیکو سیتی، مکزیک                                            | ۲۰۲۱         |               | |      |  |
|              |                |                        | بنگلادش             | دهلی، هند                                                     |              |               | آرمن مارتیروسیان (۲۰۱۶–۲۰۲۱) |      |  |
|              |                | فادیی چارچوقلیان       | بوسنی و هرزگوین     | آتن، یونان                                                    |              |               | گاگیک قالاچیان (۲۰۱۳–۲۰۱۶) |      |  |
|              |                |                        | پاراگوئه            | بوئنوس آیرس، آرژانتین                                         |              |               | استرا مکرتومیان (۲۰۱۹–۲۰۲۱) واهاگن ملیکیان (۲۰۱۲–۲۰۱۴) |      |  |
|              |                | آرملا شاکاریان         | پاناما              | مکزیکو سیتی، مکزیک                                            | ۲۰۲۱         |               | آرا آیوازیان (۲۰۱۸–۲۰۲۰) گریگور هوهانیسیان (۲۰۱۴–۲۰۱۶) |      |  |
|              |                | کارن نازاریان          | پرتغال              | واتیکان، واتیکان                                              | ۲۰۱۹         |               | میکائیل میناسیان ((۲۰۱۶–۲۰۱۸) روبن کاراپتیان (۲۰۱۱–۲۰۱۳) روبرت شوگاریان (۲۰۰۵–۲۰۰۸) ادوارد خوجایان (۱۹۹۹–۲۰۰۴)                                                                              |      |  |
|              |                |                        | پرو                 | لیما، پرو                                                     |              |               | استرا مکرتومیان (۲۰۱۷–۲۰۲۱) آلکسان هاروتیونیان (۲۰۱۵–۲۰۱۶) |      |  |
| آرمن قوندیان | تاجیکستان      | آستانه، قزاقستان       | ۲۰۲۵                |                                                               | ()           |               | |      |  |
|              |                | سرگئی ماناساریان       | تایلند              | پکن، چین                                                      | ۲۰۱۸         |               | () |      |  |
|              |                |                        | ترکمنستان           | عشق‌آباد،                                                      |              |               | گارنیک بادالیان (۲۰۱۸–۲۰۱۹) ولادیمیر بادالیان (۲۰۰۸–۲۰۱۸) آرام گریگوریان (۱۹۹۷–۲۰۰۷) آرام گریگوریان (۱۹۹۴–۲۰۰۴)                                                                             |      |  |
|              |                |                        | تونس                | ایروان،                                                       |              |               | () |      |  |
|              |                | آرتاشس تومانیان        | ایران               | تهران، ایران                                                  | ۲۰۱۵         |               | گریگور آراکلیان (۲۰۰۹–۲۰۱۵) کارن نازاریان (۲۰۰۵–۲۰۰۹) گغام غاریبجانیان (۹۹۹–۲۰۰۴) واهان بایبوردیان (۱۹۹۳–۱۹۹۴)(۱۹۹۴–۱۹۹۸)                                                                   |      |  |
|              |                | رابطه دیپلمات ندارند   | جمهوری آذربایجان    | باکو، جمهوری آذربایجان                                        |              |               | تیگران بکزادیان () مارتیروس هاروتیونیان (۱۹۱۸–۱۹۲۰) |      |  |
|              |                |                        | جمهوری ایرلند       | لندن، بریتانیا                                                |              |               | آرمن کیراکوسیان (۲۰۱۸) آرمن سارگسیان (۲۰۱۴–۲۰۱۸) کارینه کازینیان (۲۰۱۲–۲۰۱۲) واچه گابریلیان (۲۰۰۵–۲۰۱۲)                                                                                     |      |  |
|              |                | آشوت هواکیمیان         | جمهوری چک           | پراگ، جمهوری چک                                               | ۲۰۱۸         |               | تیگران سیرانیان (۲۰۱۱–۲۰۱۸) آشوت هواکیمیان (۲۰۰۶–۲۰۱۱) جیوان تابیبیان (۲۰۰۱–۲۰۰۶) ساموئل مکرتچیان (۱۹۹۷–۱۹۹۸)آشوت ووسکانیان (۱۹۹۶–۱۹۹۷)                                                     |      |  |
|              |                | آناهیت هاروتیویان      | جمهوری دومینیکن     | اتاوا، کانادا                                                 | 2021         |               | |      |  |
|              |                | سرگئی ماناساریان       | چین                 | پکن، چین                                                      | ۲۰۱۶         |               | آرمن سارگسیان (۲۰۰۸–۲۰۱۶) واهاگن موسیسیان (۲۰۰۷–۲۰۰۸) واسیلی قازاریان (۲۰۰۱–۲۰۰۷) آزات مارتیروسیان (۱۹۹۷–۲۰۰۱)/(۱۹۹۶–۱۹۹۷)                                                                  |      |  |
|              |                | آلکساندر آرزومانیان    | دانمارک             | کپنهاگ، دانمارک                                               |              |               | هراچیا آقاجانیان (۲۰۱۱–۲۰۱۷) آرا آیوازیان (۲۰۰۶–۲۰۱۱) ولادیمیر کارمیرشالیان (۲۰۰۰–۲۰۰۶) |      |  |
|              |                | وارطان توقانیان        | روسیه               | مسکو، روسیه                                                   | ۲۰۱۷         |               | اولگ یسائیان (۲۰۱۰–۲۰۱۷) آرمن سمباتیان (۲۰۰۲–۲۰۱۰) سورن ساهاکیان (۱۹۹۹–۲۰۰۲) گاگیک شاهبازیان (۱۹۹۷–۱۹۹۹) یوری مکرتومیان (۱۹۹۴–۱۹۹۷)                                                         |      |  |
|              |                | سرگئی میناسیان         | رومانی              | بخارست، رومانی                                                | ۲۰۱۷         |               | هاملت گاسپاریان (۲۰۱۰–۲۰۱۷) یغیشه سارگسیان (۲۰۰۲–۲۰۱۰) کارینه کازینیان(۱۹۹۷–۱۹۹۹)/ (۱۹۹۹–۲۰۰۱) گئورگ قازینیان (۱۹۹۴–۱۹۹۷)                                                                   |      |  |
|              |                | آرگ هوهانیسیان         | ژاپن                | توکیو، ژاپن                                                   | ۲۰۲۱         |               | هراند پوقوسیان (۲۰۱۲–۲۰۲۱) کلارا آبکار () |      |  |
|              |                |                        | سان مارینو          | رم، ایتالیا                                                   |              |               | ویکتوریا باغداساریان (۲۰۱۶–۲۰۲۰) سارگیس قازاریان (۲۰۱۳–۲۰۱۶) |      |  |
|              |                |                        | سری‌لانکا            | دهلی نو، هند                                                  |              |               | آرمن مارتیروسیان (۲۰۱۹–۲۰۲) آرا هاکوبیان (۲۰۱۰–۲۰۱۵) آشوت کوچاریان (۲۰۰۵–۲۰۱۰) آرمن بایبوردیان (۲۰۰۱–۲۰۰۵)                                                                                  |      |  |
|              |                |                        | سنگاپور             | پکن، چینجاکارتا، اندونزی                                      |              |               | ژیونیک آقاجانیان ۲۰۲۰ آرمن سارگسیان (۲۰۱۰–۲۰۱۶) |      |  |
|              |                | آلکساندر آرزومانیان    | سوئد                | استکهلم، سوئد                                                 | ۲۰۱۹         |               | آرداک آبیتونیان (۲۰۱۳–۲۰۱۸) آرا آیوازیان (۲۰۰۶–۲۰۱۳) ولادیمیر کارمیرشالیان (۲۰۰۰–۲۰۰۶) |      |  |
|              |                | آندرانیک هوهانیسیان    | سوئیس               | ژنو، سوئیس                                                    | ۲۰۱۹         |               | شارل آزناوور (۲۰۰۹–۲۰۱۸) زهراب مناتسکانیان ((۲۰۰۲–۲۰۰۸) |      |  |
|              |                | کارن ال. گریگوریان     | سودان               | قاهره، مصر                                                    | ۲۰۱۹         |               | سرگئی ماناساریان (۲۰۰۳–۲۰۰۵) روبن کاراپتیان (۲۰۰۵–۲۰۱۹) |      |  |
|              |                | تیگران گوورکیان        | سوریه               | دمشق، سوریه                                                   |              |               | آرشاک پولادیان (۲۰۰۷–۲۰۱۸) لوون سارگسیان (۱۹۹۹–۲۰۰۷) داویت هوهانیسیان (۱۹۹۲–۱۹۹۸) |      |  |
|              |                | کارن نازاریان          | جزایر مالتا         | واتیکان،                                                      | ۲۰۱۹         |               | میکائیل میناسیان (۲۰۱۳–۲۰۱۸) |      |  |
|              |                |                        | شیلی                | بوئنوس آیرس، آرژانتین                                         |              |               | استرا مکرتومیان (۲۰۱۷–۲۰۲۱) آلکسان هاروتیونیان (۲۰۱۶–۲۰۱۶) واهاگن ملکونیان (۲۰۱۲–۲۰۱۴) ولادیمیر کارمیرشالیان (۲۰۰۶–۲۰۱۲)آرا آیوازیان (۱۹۹۹–۲۰۰۶)                                            |      |  |
|              |                | آشوت هواکیمیان         | صربستان             | پراگ، جمهوری چک                                               | ۲۰۱۹         |               | فادیی چارچوقلیان (۲۰۱۷–۲۰۱۹) گاگیک قالاچیان (۲۰۱۰–۲۰۱۶) واهرام کاژویان (۲۰۰۳–۲۰۰۹) |      |  |
|              |                | هراچیا پولادیان        | عراق                | بغداد، عراق                                                   | ۲۰۱۸         |               | کارن ال. گریگوریان (۲۰۱۴–۲۰۱۸) موراد مورادیان (۲۰۱۰–۲۰۱۴) |      |  |
|              |                | سارمن باغداساریان      | عمان                | کویت، کویت                                                    |              |               | فادیی چارچوقلیان (۲۰۱۲–۲۰۱۶) سرگئی ماناساریان (۲۰۰۳–۲۰۱۲) ادوارد نالباندیان (۱۹۹۵–۱۹۹۹) |      |  |
|              |                | آرمان خاچاطریان        | فرانسه              | پاریس، فرانسه                                                 | 2024         |               | ویگن چیتچیان (۲۰۰۹–۲۰۱۸) ادوارد نالباندیان (۱۹۹۹–۲۰۰۸) واهان پاپازیان (۱۹۹۷–۱۹۹۸) ویگن چیتچیان (۱۹۹۵–۱۹۹۷){{پاک‌کن}واهان تر-قوندیان (۱۹۹۳–۱۹۹۵)هاسمیک تولماجیان                              |      |  |
|              |                |                        | فنلاند              | استکهلم، سوئد                                                 |              |               | آرداک آبیتونیان (۲۰۱۴–۲۰۱۸) آرا آیوازیان (۲۰۰۶–۲۰۱۴) ولادیمیر کارمیرشالیان (۲۰۰۰–۲۰۰۶) |      |  |
|              |                | سورن باغداساریان       | فیلیپین             | هانوی، ویتنام                                                 | ۲۰۲۵         |               | واهرام کاژویان (۲۰۲۰-) رایسا واردانیان (۲۰۱۴–۲۰۱۹) |      |  |
|              |                |                        | قبرس                | آتن، یونان                                                    |              |               | تیگران مکرتچیان (-۲۰۲۵)فادیی چارچوقلیان ()گاگیک قالاچیان (۲۰۰۹–۲۰۱۶) واهرام کاژویان (۲۰۰۲–۲۰۰۹) آرمن پتروسیان (۲۰۰۰–۲۰۰۱) آرمن کیراکوسیان (۱۹۹۵–۱۹۹۹)                                       |      |  |
|              | آرمن قوندیان   |                        | قرقیزستان           | نورسلطان، قزاقستان                                            |              |               | گاگیک قالاچیان (۲۰۱۹–۲۰۲۰) آرا ساهاکیان (۲۰۱۴–۲۰۱۸) واسیلی قازاریان (۲۰۰۹–۲۰۱۳) لوون خاچاتریان (۲۰۰۶–۲۰۰۸) ادوارد خورشودیان (۲۰۰۰–۲۰۰۶) آرمن ملیکیان (۱۹۹۳–۱۹۹۹)                            |      |  |
|              |                |                        | قزاقستان            | نورسلطان، قزاقستان                                            |              |               | گاگیک قالاچیان (۲۰۱۸–۲۰۲۰) آرا ساهاکیان (۲۰۱۳–۲۰۱۸) واسیلی قازاریان ((۲۰۰۸–۲۰۱۳) لوون خاچاتریان (۲۰۰۵–۲۰۰۸) ادوارد خورشودیان (۱۹۹۹–۲۰۰۴) آرمان ملیکیان (۱۹۹۳–۱۹۹۹)                          |      |  |
|              |                | آرمن سارگسیان          | قطر                 | ابوظبی، امارات متحده عربی                                     | ۲۰۲۱         |               | گغام غاریبجانیان (۲۰۱۳–۲۰۲۱) واهاگن ملیکیان (۲۰۱۰–۲۰۱۲) گغام غاریبجانیان (۲۰۰۱–۲۰۰۴) |      |  |
|              |                | واهرام کاژویان         | کامبوج              | هانوی، ویتنام                                                 | ۲۰۲۰         |               | |      |  |
|              |                |                        | کاستاریکا           | مکزیکو سیتی، مکزیک                                            | ۲۰۲۱         |               | آرا آیوازیان (۲۰۱۷–۲۰۲۰) گریگور هوهانیسیان (۲۰۱۴–۲۰۱۶) |      |  |
|              |                | آناهیت هاروتیویان      | کانادا              | اتاوا، کانادا                                                 | ۲۰۱۹         |               | لوون مارتیروسیان (۲۰۱۷–۲۰۱۹) آرمن یگانیان (۲۰۱۱–۲۰۱۷) آرمان هاکوبیان (۲۰۰۶–۲۰۱۱) آرا پاپیان (۲۰۰۰–۲۰۰۶) لوون بارخوداریان (۱۹۹۷–۱۹۹۹) گارنیک ناناگولیان (۱۹۹۶–۱۹۹۶)                          |      |  |
|              |                | آشوت هواکیمیان         | کرواسی              | پراگ، جمهوری چک                                               | ۲۰۱۹         |               | آرمن کیراکوسیان (۲۰۱۶–۲۰۱۹) سارگیس قازاریان (۲۰۱۴–۲۰۱۶) روبن کاراپتیان (۲۰۱۰–۲۰۱۳) واهرام کاژویان (۲۰۰۳–۲۰۰۹) آرمن پتروسیان (۲۰۰۰–۲۰۰۱) آرمن کیراکوسیان (۱۹۹۵–۱۹۹۹)                         |      |  |
|              |                | آرمن یگانیان           | کلمبیا              | برازیلیا، برزیل                                               | ۲۰۲۴         |               | آشوت گالویان (۲۰۱۶–۲۰۲۰) |      |  |
|              |                | آناهیت هاروتیونیان     | کوبا                | مکزیکو سیتی، مکزیکاتاوا، کانادا                               | ۲۰۲۱         |               | آرا آیوازیان (۲۰۱۷–۲۰۲۰) گریگور هوهانیسیان (۲۰۱۴–۲۰۱۶) آشوت ملیک-شاهنازاریان (۲۰۰۰–۲۰۰۴) |      |  |
|              |                | سارمن باغداساریان      | کویت                | کویت، کویت                                                    | ۲۰۱۸         |               | مانوئل بادیان (۲۰۱۶–۲۰۱۸) فادیی چارچوقلیان (۲۰۱۰–۲۰۱۶) واهاگن ملیکیان (۲۰۰۷–۲۰۱۰) آرشاک پولادیان (۲۰۰۳–۲۰۰۷)                                                                                |      |  |
|              |                | آشوت سمباتیان          | گرجستان             | تفلیس، گرجستان                                                | ۲۰۲۲         |               | روبن سادویان (۲۰۱۷–۲۰۲۲)یوری واردانیان (۲۰۱۴–۲۰۱۷) هوهانس مانوکیان (۲۰۱۱–۲۰۱۴) هراچ سیلوانیان (۲۰۰۵–۲۰۱۱) گئورگی خوسروف (۱۹۹۸–۲۰۰۵)لوون خاچاتریان (۱۹۹۶–۱۹۹۸)/(۱۹۹۳–۱۹۹۶)                   |      |  |
|              |                |                        | کره جنوبی           | توکیو، ژاپن                                                   |              |               | هراند پوقوسیان (۲۰۱۴–۲۰۲۱) آرمن سارگسیان (۲۰۰۹–۲۰۱۴) واسیلی قازاریان (۲۰۰۲–۲۰۰۸) آزات مارتیروسیان (۱۹۹۹–۲۰۰۱)                                                                               |      |  |
|              |                | آرملا شاکاریان         | گواتمالا            | مکزیکو سیتی، مکزیک                                            | ۲۰۲۱         |               | آرا آیوازیان (۲۰۱۷–۲۰۲۰)گریگور هوهانیسیان (۲۰۱۴–۲۰۱۶) |      |  |
|              |                | واهرام کاژویان         | لائوس               | هانوی، ویتنام                                                 | ۲۰۲۰         |               | |      |  |
|              |                | واهاگن آتابکیان        | لبنان               | بیروت، لبنان                                                  | ۲۰۱۸         |               | ساموئل مکرتچیان (۲۰۱۶–۲۰۱۸) آشوت کوچاریان (۲۰۰۹–۲۰۱۶) واهان تر-قوندیان (۲۰۰۶–۲۰۰۸) آرگ هوهانیسیان (۲۰۰۱–۲۰۰۶) آرام ناواساردیان (۱۹۹۸–۲۰۰۱) یرواند ملکونیان (۱۹۹۶–۱۹۹۷) (۱۹۹۴–۱۹۹۶)          |      |  |
|              |                | هوهانس ایگیتیان        | لتونی               | ویلنیوس، لیتوانی                                              | ۲۰۲۲         |               | تیگران مکرتچیان (۲۰۱۶–۲۰۲۱) آرا آیوازیان (۲۰۱۲–۲۰۱۶) آشوت گالویان (۲۰۰۶–۲۰۱۲) آشوت هواکیمیان (۲۰۰۰–۲۰۰۶)                                                                                    |      |  |
|              |                | ساموئل مکرتچیان        | لهستان              | ورشو، لهستان                                                  | ۲۰۱۸         |               | ادگار قازاریان (۲۰۱۴–۲۰۱۸) آشوت گالویان (۲۰۰۵–۲۰۱۴) آشوت هواکیمیان (۱۹۹۹–۲۰۰۶)/(۱۹۹۸–۱۹۹۹)                                                                                                  |      |  |
|              |                |                        | لیبی                | قاهره، مصر                                                    |              |               | کارن ال. گریگوریان (۲۰۱۰–۲۰۱۸) روبن کاراپتیان (۲۰۰۵–۲۰۱۰) سرگئی ماناساریان (۲۰۰۱–۲۰۰۵) |      |  |
|              |                | ویکتور ینگیباریان      | لیختن‌اشتاین         | برلین، آلمان                                                  | ۲۰۲۲         |               | آشوت سمباتیان (۲۰۱۸–۲۰۲۱) |      |  |
|              |                | هوهانس ایگیتیان        | لیتوانی             | ویلنیوس، لیتوانی                                              | ۲۰۲۲         |               | آرمن مارتیروسیان (سیاستمدار) (۲۰۲۱–۲۰۲۲) تیگران مکرتچیان (۲۰۱۶–۲۰۲۱) آرا آیوازیان (۲۰۱۱–۲۰۱۶) آشوت گالویان (۲۰۰۶–۲۰۱۱) آشوت هواکیمیان (۲۰۰۰–۲۰۰۶)                                           |      |  |
|              |                | تیگران بالایان         | لوکزامبورگ          | بروکسل، بلژیک                                                 | ۲۰۲۰         |               | تاتول مارکاریان (۲۰۱۵–۲۰۲۰) آوت آدونتس (۲۰۱۰–۲۰۱۴) ویگن چیتچیان (۱۹۹۷–۲۰۱۰) آرمن سارگسیان (۱۹۹۵–۱۹۹۶)                                                                                       |      |  |
|              |                | سروب بجانیان           | مالزی               | کوالا لامپور، مالزیدهلی، هندجاکارتا، اندونزی                  | ۲۰۲۳         |               | ژونیک آقاجانیان (۲۰۱۸-) آنا آقاجانیان (۲۰۱۶–۲۰۱۸) آرا هاکوبیان (۲۰۱۱–۲۰۱۵) آشوت کوچاریان (۲۰۰۷–۲۰۱۱)                                                                                        |      |  |
|              |                |                        | مالت                | رم، ایتالیا                                                   |              |               | ویکتوریا باغدارساریان (۲۰۱۶–۲۰۲۰) سارگیس غازاریان (۲۰۱۴–۲۰۱۶) روبن کاراپتیان (۲۰۱۱–۲۰۱۳) |      |  |
|              |                |                        | مجارستان            | بوداپست، مجارستان                                             |              |               | آرمن کیراکوسیان (۲۰۱۲-) آشوت هواکیمیان (۲۰۰۸–۲۰۱۱) جیوان تابیبیان (۱۹۹۸–۲۰۰۸) آرمان ناواساردیان (۱۹۹۳–۱۹۹۸)                                                                                 |      |  |
|              |                | آرشاک پولادیان         | مراکش               | قاهره، مصر                                                    | ۲۰۱۹         |               | روبن کاراپتیان (۲۰۰۵–۲۰۱۹) سرگئی ماناساریان (۲۰۰۰–۲۰۰۵) ادوارد نالباندیان (۱۹۹۵–۱۹۹۹) |      |  |
|              |                | کارن ال. گریگوریان     | مصر                 | قاهره، مصر                                                    |              |               | آرمن ملکونیان (۲۰۰۹–۲۰۱۸) روبن کاراپتیان (۲۰۰۴–۲۰۰۹) سرگئی ماناساریان (۱۹۹۹–۲۰۰۴) ادوارد نالباندیان (۱۹۹۲–۱۹۹۹)                                                                             |      |  |
|              |                | سرگئی ماناساریان       | مغولستان            | پکن، چین                                                      | ۲۰۱۶         |               | آرمن سارگسیان (۲۰۱۳–۲۰۱۶) |      |  |
|              |                | آرمن یدیگاریان         | مقدونیه شمالی       | صوفیه، بلغارستان                                              | ۲۰۲۲         |               | |      |  |
|              |                | آرملا شاکاریان         | مکزیک               | ایروان واشینگتن دی سی، ایالات متحده آمریکا مکزیکو سیتی، مکزیک | ۲۰۲۱         |               | آرا آیوازیان (۲۰۱۶–۲۰۲۰)گریگور هوهانیسیان (۲۰۱۳–۲۰۱۶) تاتول مارگاریان (۲۰۱۲–۲۰۱۳) آشوت شاهنازاریان (۲۰۰۰–۲۰۰۴)                                                                              |      |  |
|              |                | آرمن قوندیان           | مولداوی             | کیشیناو، مولداوی                                              | ۲۰۲۰         |               | جیوان موسیسیان (۲۰۱۶–۲۰۲۰) آرمن خاچاتریان (۲۰۰۴–۲۰۱۶) کارینه کازینیان (۱۹۹۷–۱۹۹۹) گئورگی غازینیان (۱۹۹۴–۱۹۹۷)                                                                               |      |  |
|              |                | آرمان خاچاطریان        | موناکو              | پاریس، فرانسه                                                 |              |               | ویگن چیتچیان (۲۰۱۱–۲۰۱۶)هاسمیک تولماجیان (۲۰۲۰) |      |  |
|              |                | آشوت هواکیمیان         | مونته‌نگرو           | بخارست، رومانی                                                | ۲۰۱۹         |               | هاملت گاسپاریان (۲۰۱۴–۲۰۱۷) واهرام کاژویان (۲۰۰۳–۲۰۰۹) |      |  |
|              |                | یوری باباخانیان        | نپال                | دهلی نو، هند                                                  |              |               | آرمن مارتیروسیان (۲۰۱۵–۲۰۲۱) آرا هاکوبیان (۲۰۱۱–۲۰۱۵) آشوت کوچاریان (۲۰۰۵–۲۰۱۱) آرمن بایبوردیان (۲۰۰۱–۲۰۰۵)                                                                                 |      |  |
|              |                | آلکساندر آرزومانیان    | نروژ                | اسلو، نروژ                                                    | ۲۰۱۸         |               | هراچیا آقاجایان ((۲۰۱۲–۲۰۱۷) آرا آیوازیان (۲۰۰۶–۲۰۱۲) ولادیمیر کارمیرشالیان (۲۰۰۰–۲۰۰۶) |      |  |
|              |                | آرملا شاکاریان         | نیکاراگوئه          | مکزیکو سیتی، مکزیک                                            | ۲۰۲۱         |               | |      |  |
|              |                | تیگران بالایان         | هلند                | لاهه، هلند                                                    | اکتبر ۲۰۱۸   |               | گارگین ملکونیان (۲۰۱۸–۲۰۱۸) دزیونیک آقاجانیان (۲۰۱۱–۲۰۱۸) آوت آدونتس (۲۰۰۹–۲۰۱۱) ویگن چیتچیان (۱۹۹۷–۲۰۰۹) آرمن سارگسیان (۱۹۹۵–۱۹۹۶)                                                         |      |  |
|              | بوریس ساهاکیان |                        | واتیکان             | واتیکان،                                                      | ۲۰۲۴         |               | میکائیل میناسیان (۲۰۱۳–۲۰۱۸) ویگن چیتچیان (۲۰۱۲–۲۰۱۳) ادوارد نالباندیان (۲۰۰۱–۲۰۰۷) آرمن سارگسیان (۱۹۹۸–۲۰۰۱) آرمن سارگسیان (۱۹۹۵–۱۹۹۶)                                                     |      |  |
|              |                | واهرام کاژویان         | ویتنام              | هانوی،                                                        | ۲۰۱۹         |               | رایسا واردانیان (۲۰۱۳–۲۰۱۹) آرمن سارگسیان (۲۰۰۹–۲۰۱۳) واهاگن موسیسیان (۲۰۰۸–۲۰۰۸) واسیلی قازاریان (۲۰۰۲–۲۰۰۸)                                                                               |      |  |
|              |                | یوری باباخانیان        | هند                 | دهلی، هند                                                     | ۲۰۲۱         |               | آرمن مارتیروسیان (سیاستمدار) () آرا هاکوبیان (۲۰۰۹–۲۰۱۵) آشوت کوچاریان (۲۰۰۵–۲۰۰۹) آرمن بایبوردیان (۲۰۰۰–۲۰۰۴)                                                                              |      |  |
|              |                |                        | هندوراس             | مکزیکو سیتی، مکزیک                                            |              |               | آرا آیوازیان (۲۰۱۷–۲۰۲۰) |      |  |
|              |                | تیگران مکرتچیان        | یونان               | آتن، یونان                                                    | ۲۰۲۱         |               | فادیی چارچوقلیان (۲۰۱۶–۲۰۲۱) گاگیک قالاچیان (۲۰۰۹–۲۰۱۶) واهرام کاژویان (۲۰۰۱–۲۰۰۹) آرمن پتروسیان (۱۹۹۹–۲۰۰۱) آرمن کیراکوسیان (۱۹۹۴–۱۹۹۹) آشوت هواکیمیان (۱۹۹۳–۱۹۹۴)                         |      |  |